# NGC 6248
NGC 6248 ist eine 13,1 mag helle Balkenspiralgalaxie vom Hubble-Typ SBcd im Sternbild Drache und etwa 59 Millionen Lichtjahre von der Milchstraße entfernt.
Sie wurde am 11. August 1885 von Lewis A. Swift entdeckt.